# 1. Fußball-Club Magdeburg
Il 1. FC Magdeburg è una società calcistica tedesca con sede nella città di Magdeburgo, nella Sassonia-Anhalt. Milita nella 2. Bundesliga, la seconda divisione del campionato tedesco di calcio. 
Fondato nel 1945, a livello internazionale è noto per aver vinto la Coppa delle Coppe 1973-1974, che si aggiudicò a Rotterdam dopo aver sconfitto il Milan, detentore del trofeo, in finale. Grazie a questo risultato è stato il primo e unico club dell'allora Germania Est a vincere un trofeo europeo. In patria, invece, il club ha partecipato al campionato della Germania Est, che negli anni settanta del XX secolo ha vinto per tre volte, oltre ad essersi aggiudicato sette edizioni della coppa nazionale. Dagli anni novanta, in seguito alla riunificazione della Germania, il club ha militato a lungo tra la terza e la quarta divisione del calcio tedesco.

## Storia
La prima squadra calcistica a Magdeburgo è il SV Viktoria 96 Magdeburg, che viene fondata nel 1896 per poi essere sciolta nel 1937. Il Magdeburgo nasce successivamente, nel 1945: in questo anno le due squadre locali all'epoca esistenti, SG Sudenburg e SG Lemsdorf vengono fuse in un'unica società, chiamata BSG Eintracht Sudenburg. Nel 1950 il club si fonde con il SAG Krupp Grusson, mentre l'anno seguente viene rinominato BSG Stahl Magdeburg, e conquista la promozione nella seconda divisione nazionale, la DDR-Liga. Nel 1952 avviene un altro cambio di denominazione in Motor Mitte Magdeburg; nel 1957 il club viene invece aggregato all'Aufbau Magdeburg, diventandone la sezione calcistica. Nel 1959 l'Aufbau ottiene per la prima volta l'accesso alla massima serie nazionale; pur concludendo i primi campionati sempre nella parte bassa della graduatoria la squadra conquista nel 1964 il primo trofeo, la Coppa nazionale, vinta dopo aver sconfitto il Lokomotive Lipsia nella finale. L'anno successivo, con la partecipazione alla Coppa delle Coppe 1964-1965 il club fa l'esordio nelle competizioni europee: qui i tedeschi non vanno oltre il primo turno, tuttavia gli avversari del Galatasaray hanno la meglio solo per sorteggio, dopo che anche la partita di spareggio è terminata, come del resto le altre due, sul risultato di 1-1. A fine stagione il Magdeburgo conquista nuovamente la Coppa nazionale, ma questa volta il cammino dei tedeschi nella successiva Coppa delle Coppe arriva fino ai quarti: fatale è qui l'incontro con i campioni in carica del West Ham. Nonostante questo buon risultato in campo internazionale, però, la squadra non riesce ad evitare la retrocessione in DDR-Liga. In questa stagione, poi, avviene il distacco dall'Aufbau: il club viene così rifondato come 1. FC Magdeburg.

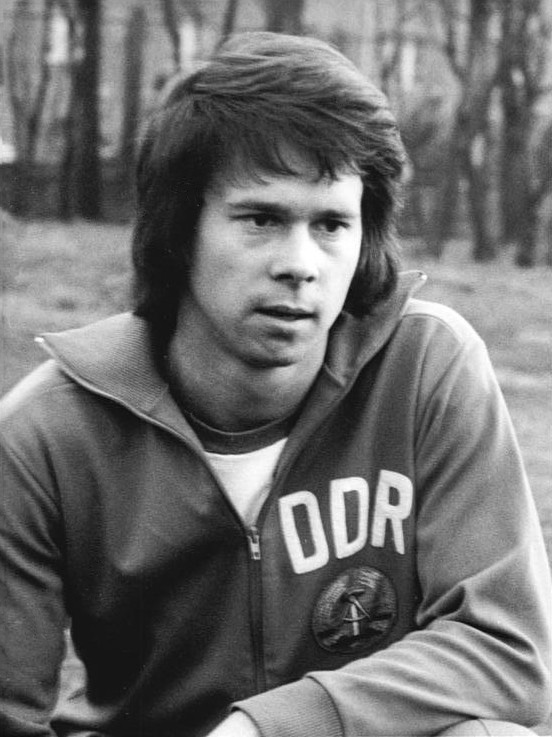
Jürgen Sparwasser

Una nuova era comincia nel 1966: alla guida della squadra arriva Heinz Krügel, e in campo ci sono anche Wolfgang Seguin, Jürgen Sparwasser, Martin Hoffmann e Jürgen Pommerenke. Il Magdeburgo torna in massima divisione dopo una sola stagione, e conclude il campionato 1967-1968 al terzo posto. Nella stagione 1968-1969 arriva un altro terzo posto in campionato, e la terza Coppa nazionale. Passano altri tre anni, e i bianco-blu, con l'organico più giovane di sempre vincono il campionato 1971-1972, conquistando così il primo titolo nazionale. Non è però molto fortunata la partecipazione alla Coppa dei Campioni 1972-1973: qui, dopo aver eliminato senza troppi problemi il Turku nel primo turno, il Magdeburgo viene eliminato negli ottavi dalla Juventus poi finalista; la stagione si conclude con la conquista della quarta Coppa nazionale.
Rotterdam, Feijenoord Stadion, 8 maggio 1974
 Magdeburgo -  Milan 2-0
Marcatore: Lanzi  42’ (aut.), Seguin  74’
MAGDEBURGO: Ulrich Schulze, Detlef Enge, Manfred Zapf, Wolfgang Abraham, Helmut Gaube, Jürgen Pommerenke, Wolfgang Seguin, Axel Tyll, Detlef Raugust, Jürgen Sparwasser, Martin Hoffmann. Allenatore: Heinz Krügel
MILAN: Pierluigi Pizzaballa, Giuseppe Sabadini, Angelo Anquilletti, Enrico Lanzi, Karl-Heinz Schnellinger, Romeo Benetti, Aldo Maldera, Gianni Rivera, Carlo Tresoldi, Alberto Bigon, Franco Bergamaschi (60' Alessandro Turini). Allenatore: Giovanni Trapattoni
Arbitro:  Arie van Gemert
La stagione 1973-1974 è sicuramente la migliore nella storia del club: il Magdeburgo partecipa alla Coppa delle Coppe e, dopo aver sconfitto compagini quali il NAC Breda, il Football Club Baník Ostrava e lo Sporting Lisbona arriva a disputare la finale. Questa si gioca l'8 maggio 1974 a Rotterdam, in un Feijenoord Stadion quasi vuoto, e vede opposti ai tedeschi i campioni in carica del Milan di Giovanni Trapattoni. La partita si sblocca verso la fine del primo tempo grazie ad una sfortunata deviazione di Enrico Lanzi che sorprende il proprio portiere; alla metà del secondo tempo arriva il gol del definitivo 2-0 per il Magdeburgo, che è firmato da Wolfgang Seguin. Il club conquista così un trofeo continentale: sarà uno dei pochi conquistato da un club dell'Europa orientale, e l'unico vinto da una squadra della Germania Est; la stagione viene poi arricchita dalla conquista del secondo titolo nazionale. In estate si tengono poi in Germania Ovest i mondiali, a cui la nazionale tedesca orientale partecipa per l'unica volta. Inserita in un gruppo contenente anche i cugini occidentali, la squadra della DDR accede alla seconda fase vincendo il proprio girone; questo non prima di aver sconfitto nello scontro diretto i padroni di casa che saranno poi campioni grazie ad un gol del bianco-blu Jürgen Sparwasser.

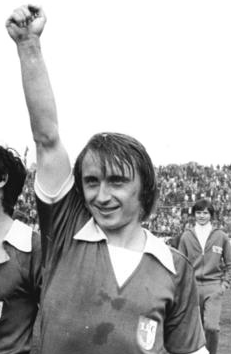
Joachim Streich nel 1974

Nella stagione 1974-1975 la squadra partecipa alla Coppa dei Campioni, ma viene eliminata agli ottavi dalla squadra campione in carica che poi vincerà nuovamente il trofeo, il Bayern Monaco. Da notare che le due squadre avrebbero dovuto incontrarsi anche nell'edizione 1974 della Supercoppa europea; il confronto non sarà però mai disputato. Il Magdeburgo a fine stagione conquista il terzo titolo nazionale, a cui segue una poco fortunata partecipazione alla Coppa dei Campioni; intanto è arrivato in squadra Joachim Streich, che sarà il giocatore con più gol in assoluto campionato tedesco orientale. In seguito il club non vince più titoli nazionali, tuttavia nelle stagioni successive rimane sempre tra i migliori del calcio tedesco orientale. Questo porta ad alcune partecipazioni alla Coppa UEFA, la prima delle quali risale all'edizione 1976-1977: senza più Krügel in panchina il Magdeburgo incontra nel primo turno il Cesena che viene eliminato, mentre i tedeschi subiscono la stessa sorte nei quarti, dopo aver incontrato la Juventus poi vincitrice. I tedeschi arrivano ai quarti anche nell'edizione successiva della manifestazione, e anche qui vengono eliminati dalla squadra che poi vincerà la coppa, il PSV. Questa stagione si conclude con la conquista della quinta coppa nazionale, che è il biglietto d'ingresso alla Coppa delle Coppe 1978-1979: anche questa volta la squadra raggiunge i quarti.
Gli anni ottanta iniziano con altri piazzamenti in campionato, che permettono nuovamente al Magdeburgo di partecipare alla Coppa UEFA; in particolare i tedeschi vengono eliminati dal Torino nell'edizione 1980-1981. La squadra vince l'ultima Coppa nazionale, la settima, nella stagione 1982-1983. La seconda parte del decennio è invece più avara di soddisfazioni per i bianco-blu.
Gli anni novanta cominciano con la riunificazione della Germania; di conseguenza in Germania si decide di creare un unico campionato nazionale. Per questo motivo la stagione 1990-1991 è cruciale: in base alla classifica di questo campionato le squadre della Germania Est vengono distribuite tra i vari livelli del nuovo calcio tedesco. Il Magdeburgo conclude questo campionato in decima posizione: un risultato così deludente non si verificava da più di venticinque anni. Per questo motivo il club nella stagione successiva viene ammesso nella Oberliga Nordost-Mitte/Regionalliga Nordost, all'epoca terza serie del calcio tedesco. La squadra vince nel 1993 la Coppa regionale della Sassonia-Anhalt, mentre l'anno successivo nasce la Regionalliga, campionato a cui la squadra non si riesce a qualificare, e si ritrova così in quarta serie. La promozione in terza divisione avviene invece nel 1997, ma dopo tre campionati il club è nuovamente retrocesso.
La stagione 2000-2001 è da ricordare: il Magdeburgo arriva ai quarti di finale della Coppa di Germania, dove viene eliminato dallo Schalke 04 poi campione; prima però ha la soddisfazione di eliminare squadre di categorie superiori come il Colonia, il Bayern Monaco e il Karlsruhe, mentre in questa stessa stagione arrivano sia la quarta Coppa della Sassonia-Anhalt che la promozione in Regionalliga. Nel 2002 problemi finanziari fanno retrocedere di nuovo la squadra in quarta divisione, mentre nel 2006 arrivano sia la sesta coppa regionale che l'accesso in Regionalliga. La squadra ha la possibilità di accedere alla Zweite Bundesliga nel 2007, ma all'ultima giornata manca la promozione per un solo punto. Nella stagione successiva il Magdeburgo manca l'accesso alla neonata 3. Liga e rimane in Regionalliga, che però diventa la quarta serie nazionale. Milita in questo campionato fino al 2015, quando torna in 3. Liga dopo aver vinto il campionato di Regionalliga. Nel 2017-2018 prosegue la risalita ottenendo la promozione in 2. Bundesliga, grazie alla vittoria del campionato di terza divisione. Nel 2018-2019 la squadra, classificatasi penultima in seconda serie, retrocede in 3. Liga.
Nel 2021-2022 la squadra vince il campionato di terza divisione e torna in 2.Bundesliga dopo 3 anni.

## Colori e simboli

### Colori
I colori della maglia del Magdeburgo sono il bianco, che è il colore principale, e il blu. Anche i pantaloncini e i calzettoni sono bianchi con bordi blu. Storica è la maglia "modello Ajax" con cui i tedeschi hanno vinto la finale della Coppa delle Coppe 1973-1974: in questo caso naturalmente la banda centrale era blu.

### Simboli ufficiali

#### Stemma
Il simbolo del Magdeburgo è composto da uno scudo diviso verticalmente a metà: la parte sinistra è blu, quella destra bianca. All'interno si può leggere, a colori invertiti, la scritta "1. FC MAGDEBURG".

## Strutture

### Stadio

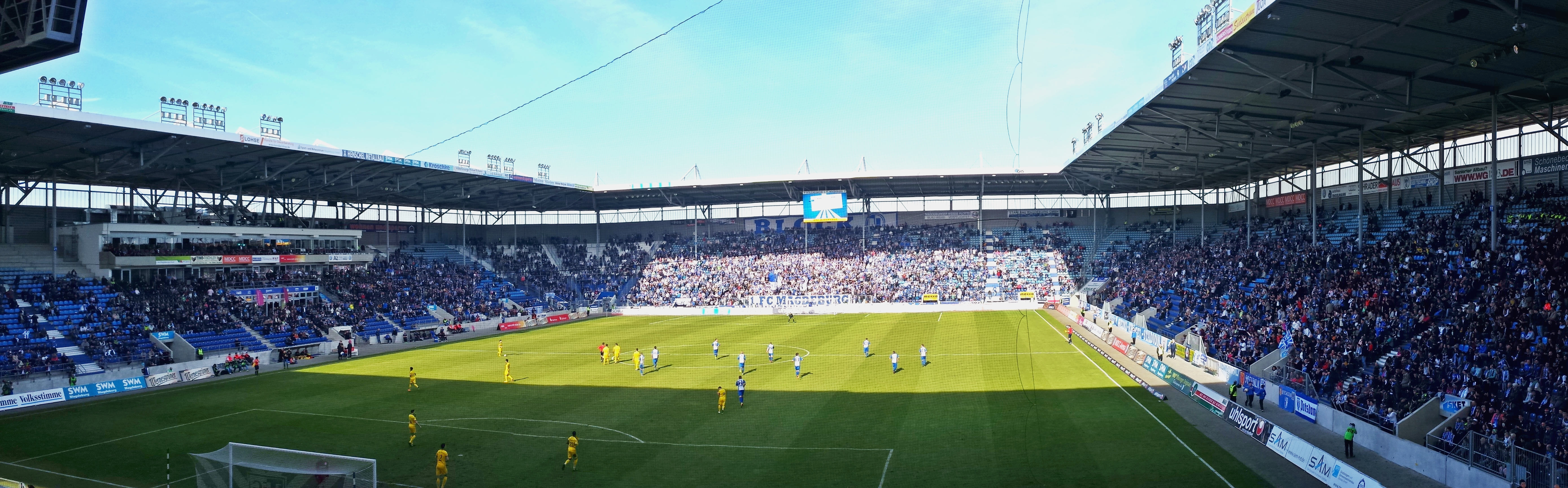
Veduta panoramica dell'MDCC-Arena.

Dal 2006 il club disputa le proprie gare interne nell'MDCC-Arena, che sorge a Magdeburgo e che può ospitare 25.910 spettatori.
Storicamente il club ha giocato per molti anni nell'Ernst-Grube-Stadion, che venne demolito nel 2005 per far posto all'attuale impianto: esso sorge infatti nella medesima posizione.

## Società

### Settore giovanile
Il FC Magdeburg U19 è allenato dalla medaglia d'oro olimpica Martin Hoffmann. Per la stagione 2010-11 la squadra compete in Bundesliga Under 19, la massima serie in cui aveva gareggiato nel corso della stagione 2007-08. Talenti da squadre giovanili del club si fanno stadra fino alla squadra maggiore regolarmente. Complessivamente, più di 200 giocatori di ogni età giocano nelle squadre giovanili. Le squadre U19 e U17 sono le due squadre giovanili maggiori. Nel 1999, la squadra Under 19 divenne la prima squadra della ex Germania dell'Est a vincere un titolo nazionale nella Germania unificata, vincendo la U19 DFB-Pokal. 27 allenatori si prendono cura delle squadre giovanili, il club ha stabilito una squadra giovanile e offre vitto e alloggio per un certo numero di giocatori giovani. Accordi di cooperazione con il Magdeburgo Sportgymnasium (una scuola superiore con un focus sugli sport) e un certo numero di istituzioni mediche a Magdeburgo si sono proposti per aiutare a promuovere il talento del settore giovanile. Un'altra parte della configurazione dei giovani è la squadra U23, visto come una fase di transizione tra i giovani e le squadre maggiori. A partire dal 2009-10, l'U23 compete nella NOFV-Oberliga Süd.

## Allenatori e presidenti
Tra gli allenatori del Magdeburgo c'è da segnalare Heinz Krügel, che è stato in carica per 10 anni, in quello che è probabilmente uno dei periodi migliori del club.
Elenco degli allenatori a partire dal 1962:
- 1962-1965  Ernst Kümmel
- 1965-1966  Ernst Kümmel (01 lug.-31 dic.)
 Günter Weitkuhn (01 gen.-30 giu.)
- 1966-1976  Heinz Krügel
- 1976-1981  Klaus Urbanczyk
- 1981-1982  Klaus Urbanczyk (01 lug.-10 apr.)
 Claus Kreul (11 apr.-30 giu.)
- 1982-1985  Claus Kreul
- 1985-1990  Joachim Streich
- 1990-1991  Siegmund Mewes
- 1991-1992  Joachim Streich (01 lug.-22 mar.)
 Wolfgang Grobe (28 mar.-30 giu.)
- 1992-1993  Wolfgang Grobe (01 lug.-31 ott.)
 Jürgen Pommerenke (15 nov.-30 giu.)
- 1993-1994  Jürgen Pommerenke (01 lug.-20 nov.)
 Frank Engel (03 dic.-30 giu.)
- 1994-1995  Martin Hoffmann
- 1995-1996  Martin Hoffmann (01 lug.-04 mar.)
- 1998-1999  Hans-Dieter Schmidt
- 1999-2000  Jürgen Görlitz
- 2000-2001  Eberhard Vogel
- 2001-2003  Joachim Steffens
- 2002-2003  Martin Hoffmann,
 Joachim Steffens
- 2003-2007  Dirk Heyne
- 2007-2008  Dirk Heyne (01 lug.-09 dic.)
 Paul Linz (11 dic.-30 giu.)
- 2008-2009  Paul Linz (01 lug.-31 mar.)
 Steffen Baumgart (01 apr.-30 giu.)
- 2009-2010  Steffen Baumgart (01 lug.-23 mar.)
 Carsten Müller (01 gen.-30 giu.)
- 2010-2011  Ruud Kaiser (01 lug.-16 mar.)
 Wolfgang Sandhowe (17 mar.-30 giu.)
- 2011-2012  Wolfgang Sandhowe (01 lug.-25 ott.)
 Ronny Thielemann (26 ott.-19 mar.)
 Detlef Ullrich (20 mar.-03 mag.)
 Carsten Müller (04 mag.-30 giu.)
- 2012-2014  Andreas Petersen
- 2014-2018  Jens Härtel
- 2018-2019  Jens Härtel (01 lug.-12 nov.)
 Michael Oenning (14 nov.-30 giu.)
- 2019-2020  Stefan Krämer (01 lug.-22 dic.)
 Claus-Dieter Wollitz (23 dic.-10 giu.)
 Thomas Hoßmang (10 giu.-05 lug.)
- 2020-2021  Thomas Hoßmang (06 lug.-09 feb.)
 Christian Titz (11 feb.-30 giu.)
- 2021-2025  Christian Titz (01 lug.-15 giu.)
 Markus Fiedler (15 giu.-)

## Calciatori

### Il Magdeburgo e la nazionale tedesca
- Jürgen Sparwasser: 57 presenze nella nazionale della DDR (1969-1977): è stato un eroe per la DDR per il suo gol contro la Germania Ovest ai mondiali di calcio del 1974.
- Martin Hoffmann: 66 presenze nella nazionale della DDR, campione olimpico 1976 a Montréal
- Jürgen Pommerenke: 57 presenze nella nazionale della DDR.
- Joachim Streich: 102 presenze nella nazionale della DDR.
- Wolfgang Steinbach: 28 presenze nella nazionale della DDR.
- Dirk Stahmann: 46 presenze nella nazionale della DDR.

### La squadra del primo scudetto
- Wolfgang Seguin (26/4)
- Wolfgang Abraham (25/13)
- Jürgen Sparwasser (25/7)
- Hans-Jürgen Hermann (25/6)
- Jürgen Pommerenke (25/3)
- Manfred Zapf (25/3)
- Detlef Enge (24)
- Axel Tyll (23/6)
- Ulrich Schulze (21)
- Siegmund Mewes (21/5)

- Klaus Decker (19)
- Jürgen Achtel (8)
- Helmut Gaube (8)
- Jörg Ohm (7)
- Hans-Werner Heine (5)
- Heinz Oelze (4)
- Rolf Retschlag (3)
- Bodo Sommer (2)
- Wolfgang Steinbach (1)

- Allenatore:  Heinz Krügel

### Vincitori di titoli
Calciatori campioni olimpici di calcio
- Martin Hoffmann (Montréal 1976)

## Palmarès

### Competizioni nazionali

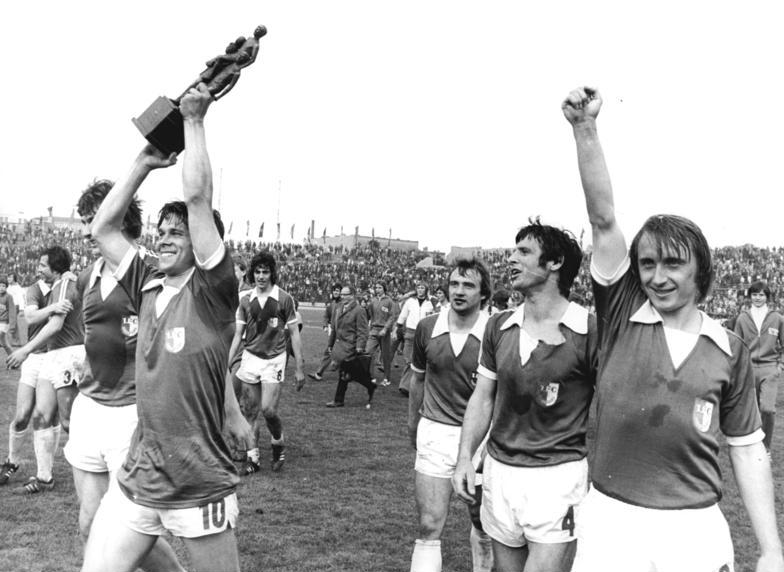
La squadra festeggia la vittoria della FDGB Pokal

- Campionato tedesco orientale: 3

1971-1972, 1973-1974, 1974-1975
- Coppa della Germania Est: 7

1963-1964, 1964-1965, 1968-1969, 1972-1973, 1977-1978, 1978-1979, 1982-1983
- Fußball-Regionalliga: 1

2014-2015 (Regionalliga Nord-Est)
- 3. Liga: 2

2017-2018, 2021-2022

### Competizioni internazionali
- Coppa delle Coppe: 1  (record tedesco condiviso con Amburgo, Bayern Monaco, Borussia Dortmund e Werder Brema)

1973-1974

### Competizioni regionali
- NOFV-Oberliga: 3

1996-1997, 2000-2001, 2005-2006
- Coppa di Sassonia-Anhalt: 13

1993, 1998, 2000, 2001, 2003, 2006, 2007, 2009, 2013, 2014, 2017, 2018, 2022

### Competizioni giovanili
- Campionato Under-19 della Germania Est: 5

1963, 1964, 1965, 1970, 1989
- DFB-Pokal der Junioren: 1

1998-1999
- Campionato Under-17 della Germania Est: 3

1966, 1968, 1980
- Campionato Under-15 della Germania Est: 6

1966, 1969, 1971, 1972, 1977, 1978
- Coppa Under-19 della Germania Est: 2

1970, 1984
- Coppa NOFV Under-17: 2

2000, 2005
- Coppa NOFV Under-15: 1

2025

### Altri piazzamenti
- Campionato tedesco orientale:

Secondo posto: 1976-1977, 1977-1978
Terzo posto: 1967-1968, 1968-1969, 1972-1973, 1975-1976, 1980-1981, 1989-1990
- Coppa della Germania Est:

Semifinalista: 1975-1976, 1984-1985

## Statistiche e record

### Partecipazione ai campionati e ai tornei internazionali

#### Campionati nazionali
Negli Anni Settanta il Magdeburgo ha vinto per 3 volte la DDR-Oberliga, la massima divisione calcistica della Germania Est. Invece, dopo la riunificazione tedesca il punto più alto toccato dal club è stato l'accesso alla 2. Bundesliga 2018-2019, dalla quale è stato però subito retrocesso.
Dalla stagione 1960 alla 2025-2026 compresa il club ha ottenuto le seguenti partecipazioni ai campionati nazionali:
| Livello | Categoria     | Partecipazioni | Debutto   | Ultima stagione | Totale |
| ------- | ------------- | -------------- | --------- | --------------- | ------ |
| 1º      | NOFV-Oberliga | 1              | 1990-1991 | 1990-1991       | 30     |
| 1º      | DDR-Oberliga  | 29             | 1960      | 1989-1990       | 30     |
| 2º      | 2. Bundesliga | 6              | 2018-2019 | 2025-2026       | 7      |
| 2º      | DDR-Liga      | 1              | 1966-1967 | 1966-1967       | 7      |
| 3º      | 3. Liga       | 6              | 2015-2016 | 2021-2022       | 15     |
| 3º      | Regionalliga  | 6              | 1997-1998 | 2007-2008       | 15     |
| 3º      | Oberliga      | 3              | 1991-1992 | 1993-1994       | 15     |
| 4º      | Regionalliga  | 7              | 2008-2009 | 2014-2015       | 15     |
| 4º      | Oberliga      | 8              | 1994-1995 | 2005-2006       | 15     |

#### Tornei internazionali
Il club è stato l'unico della Germania Est, e uno dei pochi del blocco orientale, a conquistare un trofeo internazionale: battendo nella finale di Rotterdam il Milan di Giovanni Trapattoni ha vinto infatti la Coppa delle Coppe 1973-1974. Per questo motivo avrebbe dovuto giocare anche la seconda edizione della Supercoppa UEFA, ma la partita, che si sarebbe dovuta svolgere contro i campioni europei del Bayern Monaco, non si è disputata per ragioni di carattere politico.
Alla stagione 2020-2021 il club ha ottenuto le seguenti partecipazioni ai tornei internazionali:
| Categoria                                | Partecipazioni | Debutto   | Ultima stagione |
| ---------------------------------------- | -------------- | --------- | --------------- |
| Coppa dei Campioni/UEFA Champions League | 3              | 1972-1973 | 1975-1976       |
| Coppa delle Coppe                        | 7              | 1964-1965 | 1983-1984       |
| Coppa UEFA/UEFA Europa League            | 6              | 1976-1977 | 1990-1991       |

## Tifoseria
L'1. FC Magdeburgo ha un buon seguito di tifosi sia nelle partite casalinghe sia in quelle fuori. Resterà indelebile il ricordo dei 25.000 tifosi bianco-blu che invasero Berlino in occasione della finale di Coppa del 1983 contro il Karl-Marx Stadt. Le rivalità maggiori sono quelle con l'Hallescher FC, l'altra grande squadra della Sassonia-Anhalt, e con la Dinamo Dresda, club che contendeva ai bianco-blu negli anni '70 il primato nella Germania Est.

## Organico

### Rosa 2024-2025
Aggiornata al 4 maggio 2025.
| N. |                        | Ruolo | Calciatore              |
| -- | ---------------------- | ----- | ----------------------- |
| 1  | Germania (bandiera)    | P     | Dominik Reimann         |
| 2  | Francia (bandiera)     | D     | Samuel Loric            |
| 3  | Germania (bandiera)    | D     | Patric Pfeiffer         |
| 4  | Lussemburgo (bandiera) | D     | Eldin Dzogovic          |
| 5  | Germania (bandiera)    | D     | Tobias Müller           |
| 6  | Polonia (bandiera)     | C     | Dariusz Stalmach        |
| 7  | Germania (bandiera)    | D     | Herbert Bockhorn        |
| 8  | Capo Verde (bandiera)  | A     | Bryan Teixeira          |
| 9  | Paesi Bassi (bandiera) | A     | Martijn Kaars           |
| 10 | Germania (bandiera)    | A     | Jason Ceka              |
| 11 | Marocco (bandiera)     | C     | Mohamed El Hankouri     |
| 12 | Svezia (bandiera)      | A     | Alexander Ahl Holmström |
| 13 | Germania (bandiera)    | C     | Connor Krempicki        |
| 14 | Turchia (bandiera)     | C     | Abu-Bekir Ömer El-Zein  |
| 15 | Germania (bandiera)    | D     | Daniel Heber            |
| 16 | Danimarca (bandiera)   | D     | Marcus Mathisen         |

| N. |                           | Ruolo | Calciatore             |
| -- | ------------------------- | ----- | ---------------------- |
| 17 | Germania (bandiera)       | A     | Alexander Nollenberger |
| 18 | Germania (bandiera)       | A     | Emir Kuhinja           |
| 19 | Zambia (bandiera)         | D     | Lubambo Musonda        |
| 20 | Inghilterra (bandiera)    | A     | Xavier Amaechi         |
| 21 | Germania (bandiera)       | C     | Falko Michel           |
| 22 | Togo (bandiera)           | D     | Pierre Nadjombe        |
| 23 | Turchia (bandiera)        | C     | Barış Atik             |
| 24 | Francia (bandiera)        | D     | Jean Hugonet           |
| 25 | Costa d'Avorio (bandiera) | D     | Silas Gnaka            |
| 27 | Germania (bandiera)       | C     | Philipp Hercher        |
| 29 | Turchia (bandiera)        | A     | Livan Burcu            |
| 30 | Germania (bandiera)       | P     | Noah Kruth             |
| 34 | Germania (bandiera)       | D     | Tarek Chahed           |
| 35 | Germania (bandiera)       | D     | Marc-André Jürgen      |
| 40 | Germania (bandiera)       | P     | Robert Kampa           |